# Hôpital de Powick
L'hôpital de Powick est un hôpital psychiatrique situé sur 2,23 km2 de terrains près du village de Powick, Worcestershire.

## Histoire
Fondé en 1847 sous le nom de Worcester County Pauper and Lunatic Asylum (en français asile d'aliénés pour indigents du comté de Worcerster), il est conçu par les architectes John R. Hamilton & James Medland de Gloucester et ouvre en août 1852. Situé entre Worcester et Malvern sur l'ancien terrain d'une ferme appelée White Chimneys, l'asile est conçu à l'origine pour accueillir 200 patients mais il est agrandi en 1858 pour en accueillir 365. En 1950 il accueille 1000 patients et des recherches sur le traitement de la dépression chronique et la schizophrénie y sont menées. L'asile ferme en 1989 ce qui fait du Hôpital Barnsley Hall (en) à Bromsgrove le dernier hôpital psychiatrique du comté. La plupart du complexe a été démoli pour permettre la construction de zones résidentielles. Le bâtiment principal a cependant été réhabilité en appartements et la maison du directeur en bureaux.

## Fonctionnement
La supervision de l'asile était confiée à un comité de visiteurs alors que le traitement des patients était de la responsabilité des médecins et des assistants qualifiés. Les patients sont chargés de faire la plupart du travail de maintenance et d'entretien quotidien et travaillent dans une ferme, une brasserie, une boulangerie et une chapelle.

## Edward Elgar
En 1879 à l'âge de 22, le compositeur Edward Elgar est embauché comme le chef de l'orchestre de l'hôpital et compose plusieurs œuvres pour lui. Les docteurs de l'asile dans les années 1870 montrent une attitude très éclairée lorsqu'ils instituent une série de concerts ainsi qu'une nuit dansante le vendredi pour les patients. Elgar, en tant que jeune violoniste dans le comté, joue dans l'orchestre à partir de 1877 puis prend la direction à la suite de Fred S. May en 1879. L'orchestre est composé de membres du personnel de l'asile. Il est payé 4 £ par an, moins que son prédécesseur, probablement à cause de son manque d'expérience.

## Recherche
En 1952, après avoir visité Sandoz en Suisse et rencontré le Dr Albert Hofmann, Ronald A. Sandison (en) arrive à Powick et commence les premiers travaux britanniques sur l'utilisation en psychiatrie du LSD, développant un programme qu'il nomme Thérapie psychédélique (littéralement mind loosening therapy, en français thérapie pour les esprits perdus) pour le traitement des  dépressions sévères et de la schizophrénie. Une unité de traitement par le LSD est mise en place à l'hôpital en 1958 dans laquelle le Dr Sandison administre sa thérapie jusqu'à son départ de l'hôpital en 1964. Le surintendant médical Dr Arthur Spencer continue le programme jusqu'à ce que Sandoz retire soudainement son médicament en 1966 à cause de l'usage récréationnel illicite. Les archives indiquent que 683 personnes ont été traitées avec du LSD lors de 13 785 consultations avant que le programme soit arrêté. En 2002, le NHS accepte de payer 195 000 £ lors d'un jugement à 43 anciens patients psychiatriques ayant été traités au LSD entre 1950 et 1970.
Sandison écrit sur ses premières années à Powick :

« [...] les installations étaient sombres à l'extrême en comparaison de celles de l'Hôpital Warlingham Park (en). L'hôpital a été construit en 1852 pour 200 patients [...] Arthur (Spencer) et moi étions les seuls médecins et deux assistants médecins complètent le personnel. Il y avait près de mille patients dont quatre cents vivaient dans les quatre grands quartiers de l"annexe" construites dans les années 1890. J'ai découvert que le chauffage ne marchait pas ainsi que beaucoup des téléphones internes et l'hôpital était très pauvre dans tous les départements. Cet état de fait a été laissé se développer par l'ancien surintendant, Dr Fenton [...] qui a passé 43 ans à Powick. Il pratiquait la plus stricte économie et Powick est devenu l'hôpital le moins cher du comté [...] Après discussions et délibérations avec mes collègues de Powick, et avec le professeur de Psychiatrie de Birmingham, j'ai commencé l'usage clinique du LSD à l’hôpital de Powick jusqu'à la fin 1952. »

## Controverse
En 1968 l'hôpital de Powick Hospital est au centre d'une controverse d'un épisode de World in Action (en), l'une des principales séries télévisées documentaires britanniques, qui montre des patients du quartier F13 laissés baignant dans leur propre urine. Le programme montre également comment l'institution "prend soin" de ses patients dans des locaux surpeuplés et sans dignité ni intimité. Ces images ont été réutilisées lors d'une affaire en 1993 - 1994. Les images des patients du quartier F13 sont superposées à la photo d'un mur d'un asile alors qu'un journaliste déguisé en sans-abri schizophrène revient sur la manière dont les patients étaient traités. Les murs de l'asile de Powick sont détruits dans les années 1950 lors du plan de modernisation du Dr Arthur Spencer. Dans World in Action, le  Dr Spencer parle de sa décision en tant que surintendant médical, de dépenser les fonds limités disponibles sur des soins spécialisés plutôt que sur des soins chroniques. Les révélations choquantes du programme du quartier F13 ont contribué à ce que Powick fasse partie de la première vague d’hôpitaux à être fermés dans le cadre de l'évolution du programme de santé. Les admissions cessent en 1978 et les derniers patients sont déplacés dans d'autres hôpitaux en 1989.